# Jarkend (řeka)
Jarkend (ujgursky يەكەن دەرياسى‎, transliterováno [Yarkand däryasi], čínsky pchin-jinem Yèěrqiāng hé, znaky 叶尔羌河, [Yarkant He]) na horním toku Raskemdarja je řeka na západě ČLR v autonomní oblasti Sin-ťiang. Je 1068 km dlouhá.

## Průběh toku
Odtéká z ledovce Sijačen v pohoří Karákoram, kde odvodňuje i osmitisícovky ve skupině Čhogori. Svým tokem odděluje Karákoram od pohoří Kchun-lun. Ve nadmořské výšce 1270 m protéká městem Jarkend. Poté, co opustí hory vytváří náplavový vějíř (konus vynosa) s mnoha rameny a pokračuje v nestálém korytě severozápadním okrajem Tarimské propadliny. V západní části pouště Taklamakan vytváří soutokem s řekami Aksu a Chotan řeku Tarim, takže je jednou z jejích zdrojnic.

## Vodní režim
Nejvyšších vodních stavů dosahuje v létě a ty jsou způsobené táním sněhu a ledovců a také dešti. Na jaře řeka v rovině vysychá. Průměrný průtok vody činí přibližně 170 m³/s.

## Využití
Využívá se převážně na zavlažování v Jarkendské oáze.